# Cerbu (okręg Vrancea)
Cerbu – wieś w Rumunii, w okręgu Vrancea, w gminie Jitia. W 2011 roku liczyła 243
mieszkańców